# Tornquist (Buenos Aires)
Tornquist is een plaats in het Argentijnse bestuurlijke gebied Tornquist in de provincie Buenos Aires. De plaats telt 14.449 inwoners.

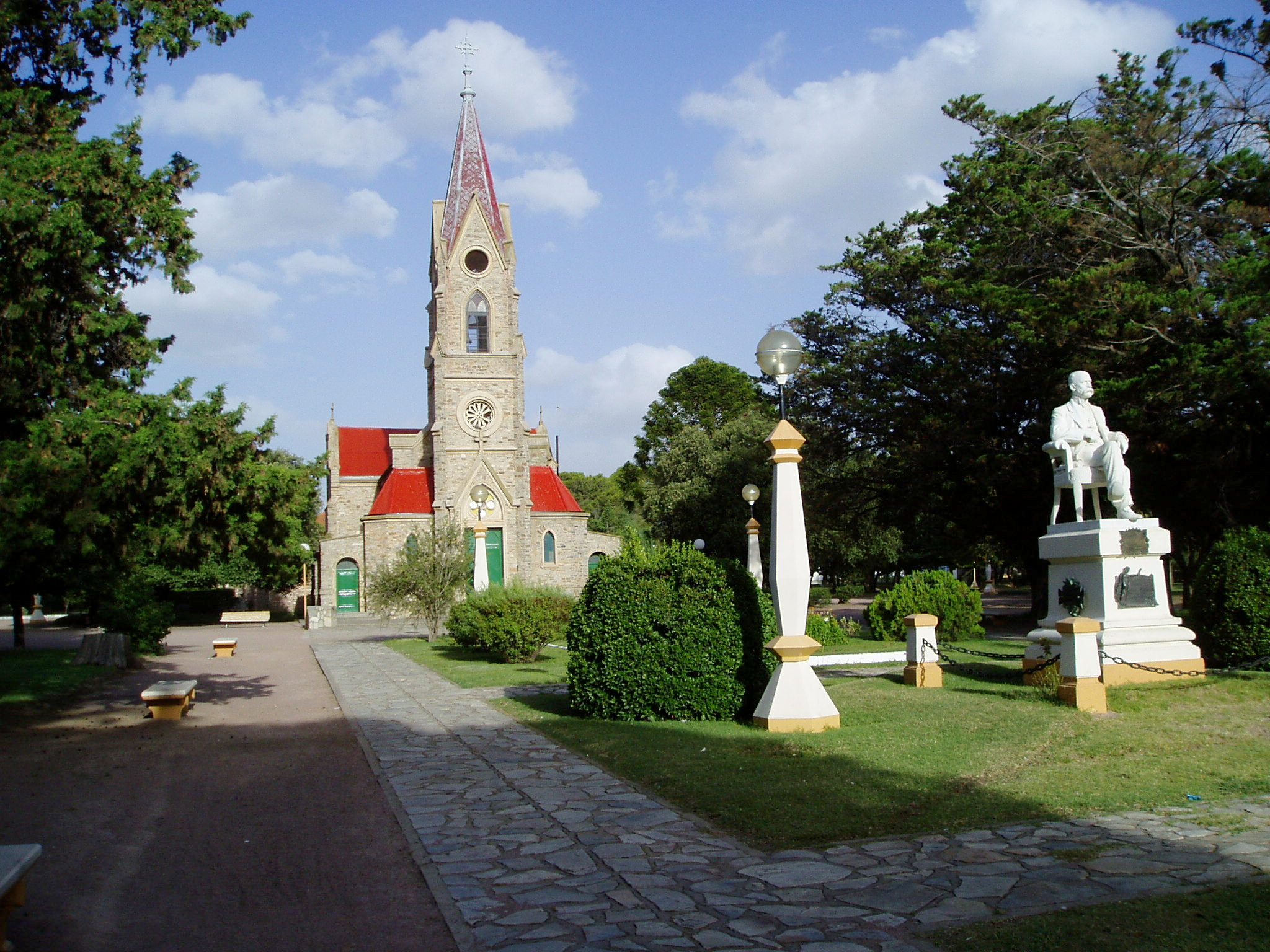
Plaza Ernesto